# Huta Nopan
Huta Nopan is een bestuurslaag in het regentschap Padang Lawas van de provincie Noord-Sumatra, Indonesië. Huta Nopan telt 300 inwoners (volkstelling 2010).